# Grand prix RTL international
Le grand prix RTL international est un concours de musique, organisé de 1969 à 1972 par Radio Télévision Luxembourg.
Des producteurs de différents pays pouvaient faire participer des chansons. Lors des éditions de 1970 et 1972, la chaîne publique allemande ZDF reprend l'organisation. Le concours s'arrête en 1973 pour des raisons financières.

## Récompenses
Deux prix sont décernés lors du concours, le « grand prix national » ainsi que le « grand prix RTL international ». Le grand prix RTL international est décerné par un jury de 12 personnes composé de journalistes musicaux et de responsables de télévision européens qui ne peuvent pas voter pour les chansons de leur pays respectif. Outre le grand prix international, quatre grands prix nationaux sont choisis par les délégations de l'Allemagne, le Benelux, la France et le Royaume-Uni.

## Éditions
(de manière incomplète)

### 1969
La première édition du grand prix RTL international a lieu le 18 octobre 1969 au Théâtre municipal à Luxembourg. Le chanteur anglais J.A. Freedman remporte le grand prix RTL international avec la chanson When You Walked Out of My Life et au chanteur luxembourgeois Chris Baldo revient le grand prix national avec la chanson Amour de vacances.
| Pays        | Artiste(s)      | Chanson                        | Langue   | Place |
| ----------- | --------------- | ------------------------------ | -------- | ----- |
| Royaume-Uni | J. A. Freedman  | When You Walked Out of My Life | Anglais  | 1     |
| Allemagne   | Mary Roos       | Die Legende der Liebe          | Allemand | NC    |
| Allemagne   | Peggy March     | Mister Giacomo Puccini         | Allemand | NC    |
| Allemagne   | Freddy Quinn    | Als ich noch ein Junge war     | Allemand | NC    |
| France      | Rika Zarai      | 21, rue des Amours             | Français | NC    |
| Luxembourg  | Chris Baldo     | Amour de vacances              | Français | NC    |
| Pays-Bas    | New Inspiration | My World's Beginning           | Anglais  | NC    |
| Royaume-Uni | Vince Hill (en) | Little Bluebird                | Anglais  | NC    |

### 1970
La deuxième édition du grand prix RTL international a lieu le 28 octobre 1970 au Théâtre municipal à Luxembourg,,. Elle est présentée par Elfie von Kalckreuth, Frank Elstner, Josiane Shen et Anne-Marie Peysson,. Mike Brant remporte le grand prix RTL international ainsi que le grand prix national. Les prix lui sont remis par Anne-Marie Peysson.
| Pays        | Artiste(s)         | Chanson                          | Langue   | Place |
| ----------- | ------------------ | -------------------------------- | -------- | ----- |
| France      | Mike Brant         | Mais dans la lumière             | Français | 1     |
| Royaume-Uni | Richard Barnes     | Go North                         | Anglais  | 2     |
| Luxembourg  | Monique Melsen     | En frappant dans tes mains       | Français | 3     |
| Allemagne   | Gigliola Cinquetti | Mein Ideal                       | Allemand | NC    |
| Allemagne   | Haide Hansson      | Du bist das Leben                | Allemand | NC    |
| Allemagne   | Peter Rubin        | Wir sitzen beide am selben Feuer | Allemand | NC    |
| Belgique    | Conventions        | Alone                            | Anglais  | NC    |
| France      | Serge Prisset      | Le Beaujolais nouveau            | Français | NC    |
| France      | Frida Boccara      | Mister Callaghan                 | Français | NC    |
| Luxembourg  | Peter & Alex       | Einer träumt nur von dir         | Allemand | NC    |
| Pays-Bas    | Greenfield & Cook  | The End                          | Anglais  | NC    |
| Royaume-Uni | Julie Rodgers      | Children of My Mind              | Anglais  | NC    |
| Royaume-Uni | Pickettywitch      | Same Old Feeling                 | Anglais  | NC    |

### 1971
Le représentant de l'Allemagne, le chanteur espagnol Miguel Ríos, remporte le concours avec la chanson Sonnenschein und Regenbogen.
| Pays        | Artiste(s)         | Chanson                     | Langue   | Place |
| ----------- | ------------------ | --------------------------- | -------- | ----- |
| Allemagne   | Miguel Ríos        | Sonnenschein und Regenbogen | Allemand | 1     |
| Royaume-Uni | Union Express      | Ring a Ring of Roses        | Anglais  | 2     |
| France      | Daniel Popp        | Le Grand Bazar              | Français | 3     |
| Allemagne   | Manuela            | Prost Onkel Albert          | Allemand | NC    |
| Allemagne   | Thomas Hock        | Du weißt es                 | Allemand | NC    |
| Belgique    | Ric Seroka         | Hope                        | Anglais  | NC    |
| France      | Marie              | Dans le ciel                | Français | NC    |
| France      | Triangle           | Viens avec nous             | Français | NC    |
| Luxembourg  | Fausti             | Sweet Mary-Ann              | Allemand | NC    |
| Pays-Bas    | Greenfield & Cook  | Only Lies                   | Anglais  | NC    |
| Royaume-Uni | Richard Harris     | My Boy                      | Anglais  | NC    |
| Royaume-Uni | Brotherhood of Man | California Sunday Morning   | Anglais  | NC    |

### 1972
La quatrième et dernière édition du grand prix RTL international a lieu le 19 octobre 1972 au Théâtre municipal à Luxembourg. Trois chansons représentant le Royaume-Uni occupent les trois première places de l'édition. Le groupe britannique Bay City Rollers remporte la dernière édition du concours avec la chanson Mañana.
Les chansons remportant un grand prix national sont Eyes of Tommorow de Steve and Bonnie (Royaume-Uni), Es ist uns're welt de Peter Horton (Allemagne), Les Matins d'hiver de Gérard Lenorman (France) et Comme le vent de Mary Christy (Benelux).
| Pays        | Artiste(s)         | Chanson                   | Langue   | Place |
| ----------- | ------------------ | ------------------------- | -------- | ----- |
| Royaume-Uni | Bay City Rollers   | Mañana                    | Anglais  | 1     |
| Royaume-Uni | Steve and Bonnie   | Eyes of Tomorrow          | Anglais  | 2     |
| Royaume-Uni | Yellostone & Voice | Days to Remember          | Anglais  | 3     |
| Allemagne   | Peter Horton       | Es ist uns're Welt        | Allemand | NC    |
| Allemagne   | Lena Valaitis      | Kann sein - vielleicht    | Allemand | NC    |
| Allemagne   | Costa Cordalis     | Maria, Maria              | Allemand | NC    |
| Belgique    | New Inspiration    | Bottle of Whisky          | Anglais  | NC    |
| France      | Martin Circus      | Il faut rêver             | Français | NC    |
| France      | Gérard Lenorman    | Les Matins d'hiver        | Français | NC    |
| France      | Pierre Groscolas   | Je retiendrai le temps    | Français | NC    |
| Luxembourg  | Mary Christy       | Comme le vent             | Français | NC    |
| Pays-Bas    | Oscar Harris       | A War I Never Wanted      | Anglais  | NC    |
| Royaume-Uni | Richard Harris     | My Boy                    | Anglais  | NC    |
| Royaume-Uni | Brotherhood of Man | California Sunday Morning | Anglais  | NC    |